# Najas minor
Najas minor är en dybladsväxtart som beskrevs av Carlo Allioni. Najas minor ingår i släktet najasar, och familjen dybladsväxter. IUCN kategoriserar arten globalt som livskraftig. Inga underarter finns listade.

## Bildgalleri

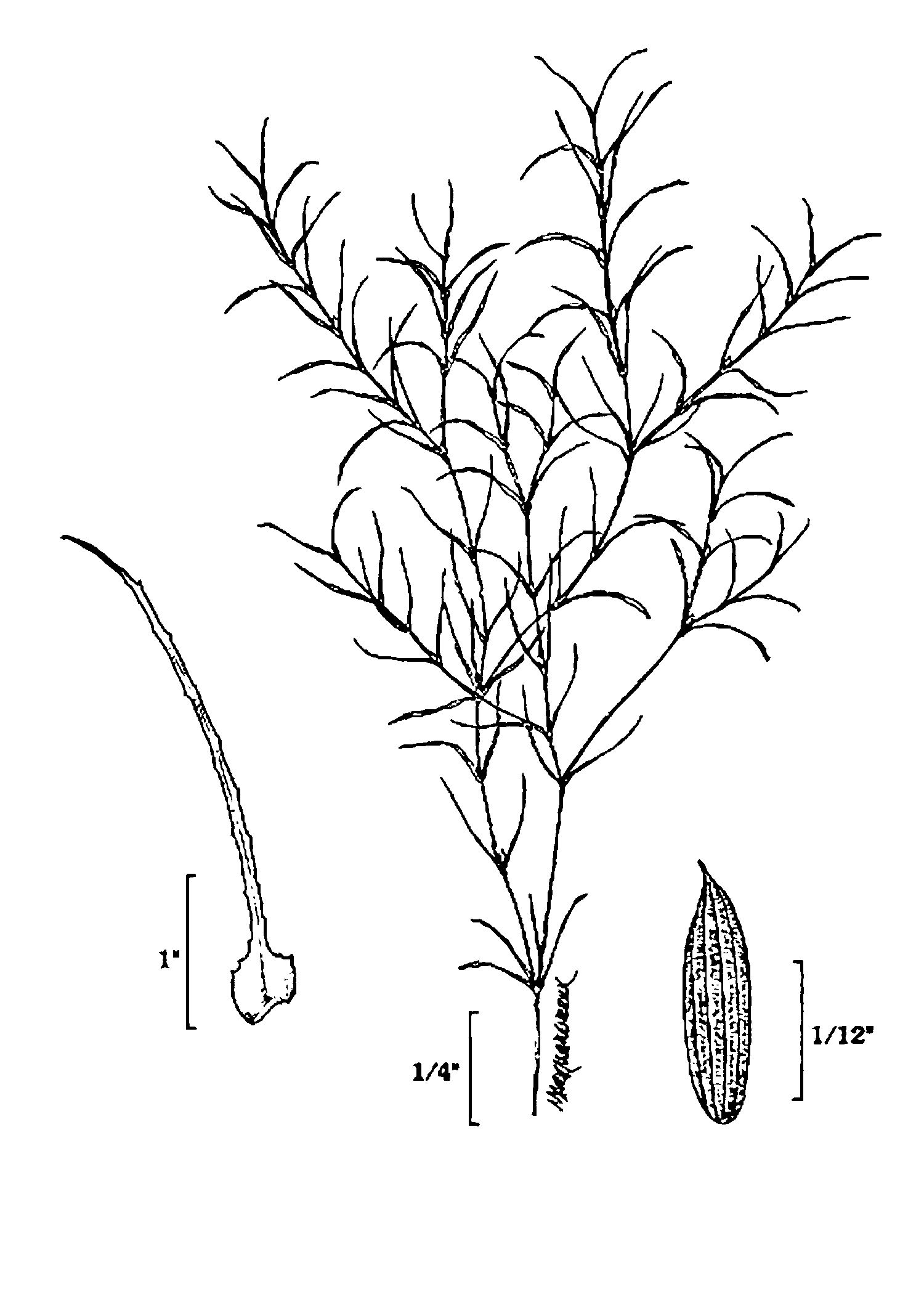